# 曾大屋

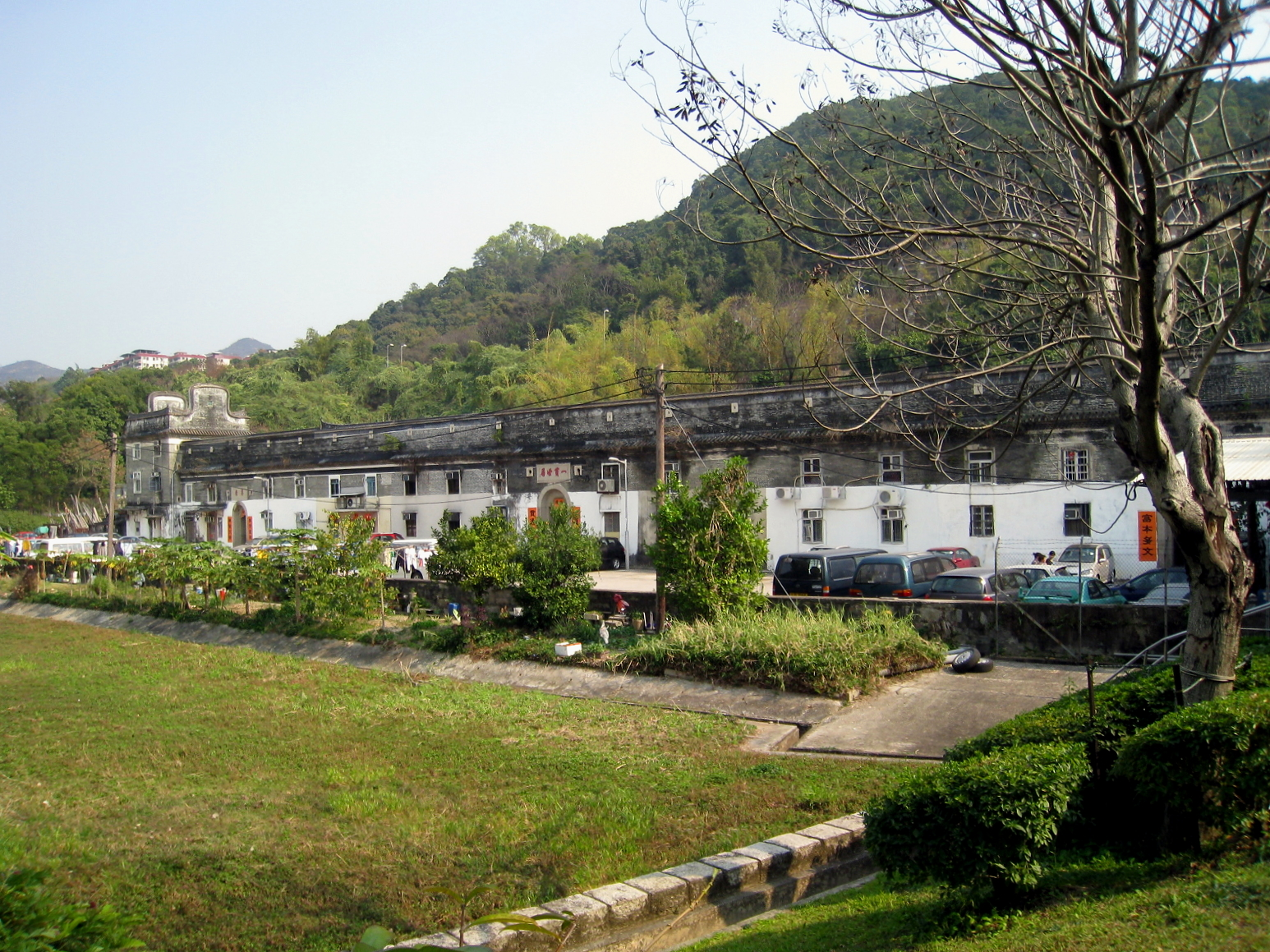
曾大屋

曾大屋（英語：Tsang Tai Uk，又稱「曾氏大屋」，舊稱「山下圍」或「山廈圍」）位於香港新界沙田區博康邨南端旁邊，鄰近獅子山隧道，是區內保存得最好的圍村之一。圍村始建於清道光年間，在第二次世界大戰時曾收容逃難人士，所以被尊稱為「曾大屋」。

## 起源
曾大屋是曾氏家族的住宅，由曾貫萬（又名曾三利）於1848年建造，歷時二十年，至1867年才建成。曾氏建宅的起源如下：
一、曾氏在阿公岩經營石礦場，並開設三利石廠，後來致富，便在沙田興建圍村供族人居住。
二、曾貫萬是五品官，相傳有一班海盜劫漁船得鹹魚16甕，登門求售，曾以每甕800錢買下，後來他發現鹹魚下面全是金銀，而海盜又一去不回，遂用之興建大宅。

## 結構
總面積達6,000多平方呎，圍牆採用了花崗石、青磚和精選的木材，而四角均築有鑊耳型的三層高碉堡，碉堡上有槍孔和瞭望台，用以對付盜賊的侵襲。本來曾大屋外面有一條護城河圍繞整座堡壘，以吊橋啣接，但現已遭填塞，吊橋亦拆去。
村內的建築主要分上、中、下三廳，廳與廳之間有天井分隔，這三個廳又稱為三楝上下進與左右兩橫屋相連，形成棋盤狀，圍屋內有住屋99間，取其長長久久的好意頭。圍村入口有三個大門，中門最大，門頂圓拱形，四週以麻石砌成，門頂石匾鐫刻著「一貫世居」，門上有酸枝木和鐵枝製成的門閂，並有一道鐵門。正廳門前有「大夫第」木匾和「祥徵萬福」石匾。庭院內還有兩口井。
曾大屋的建築充滿官家氣派，將防禦和抗敵的因素集於一身，與新界的其他圍村迥然不同。

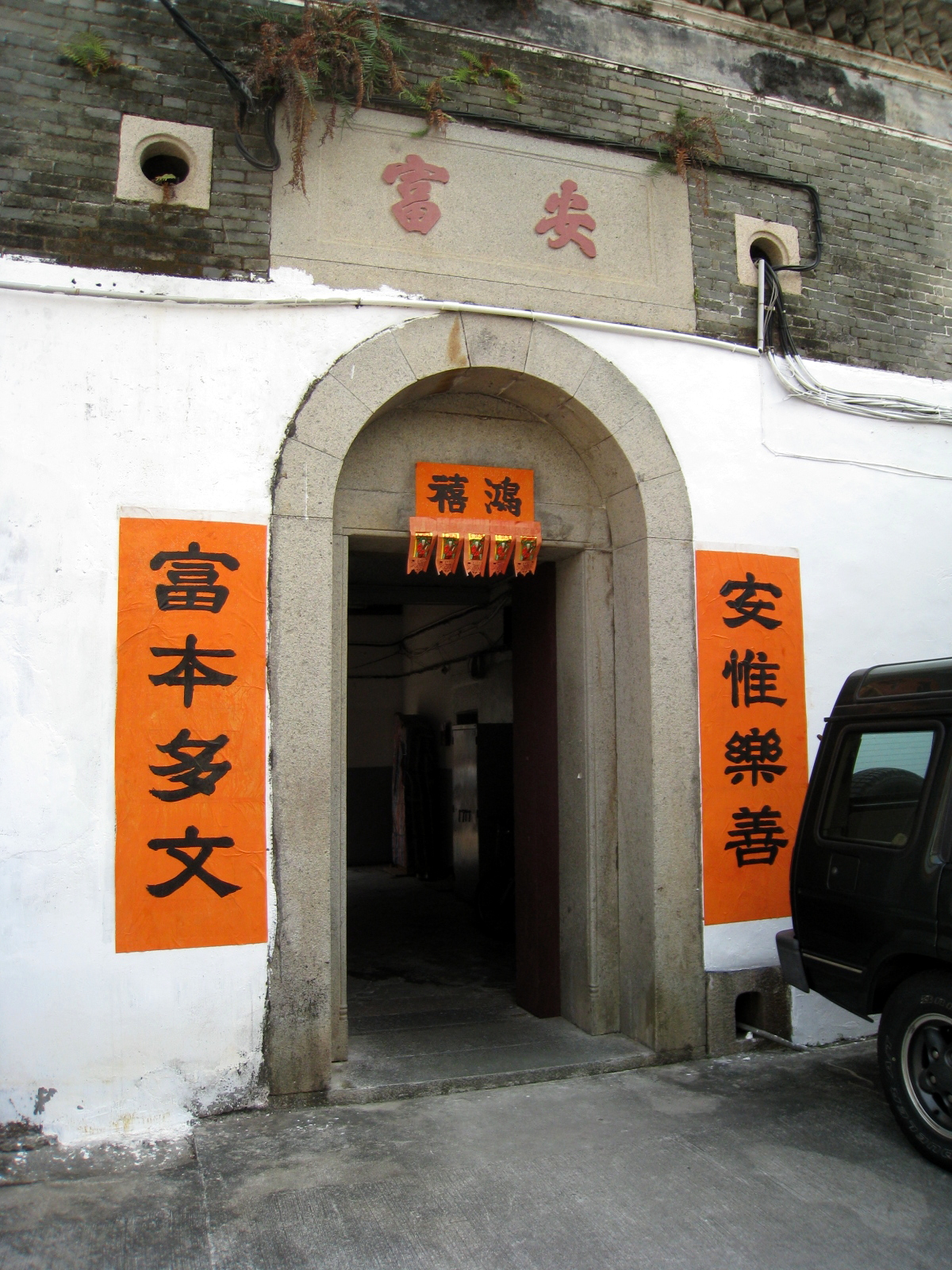
「安富」門
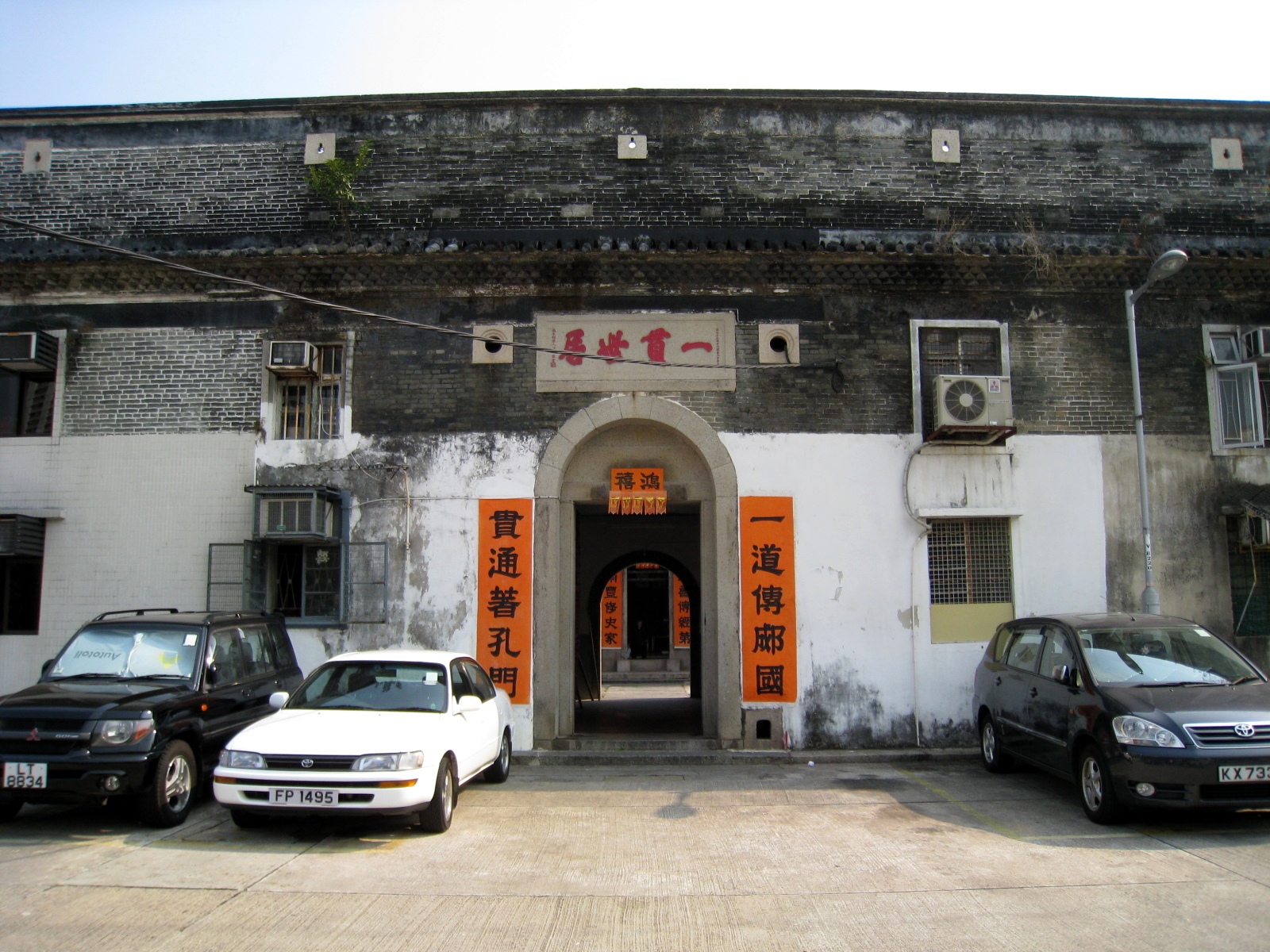
「一貫世居」門
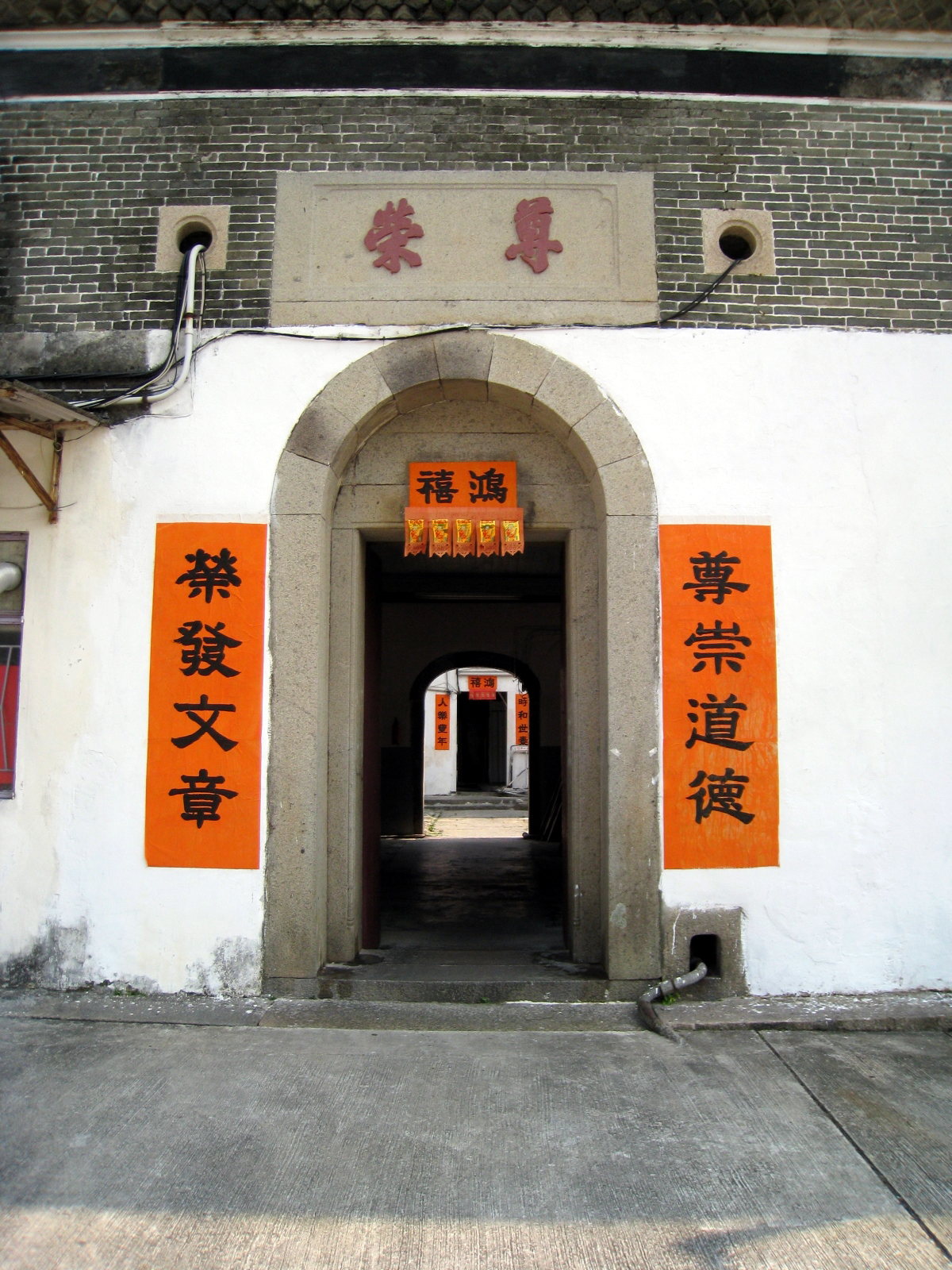
「尊榮」門
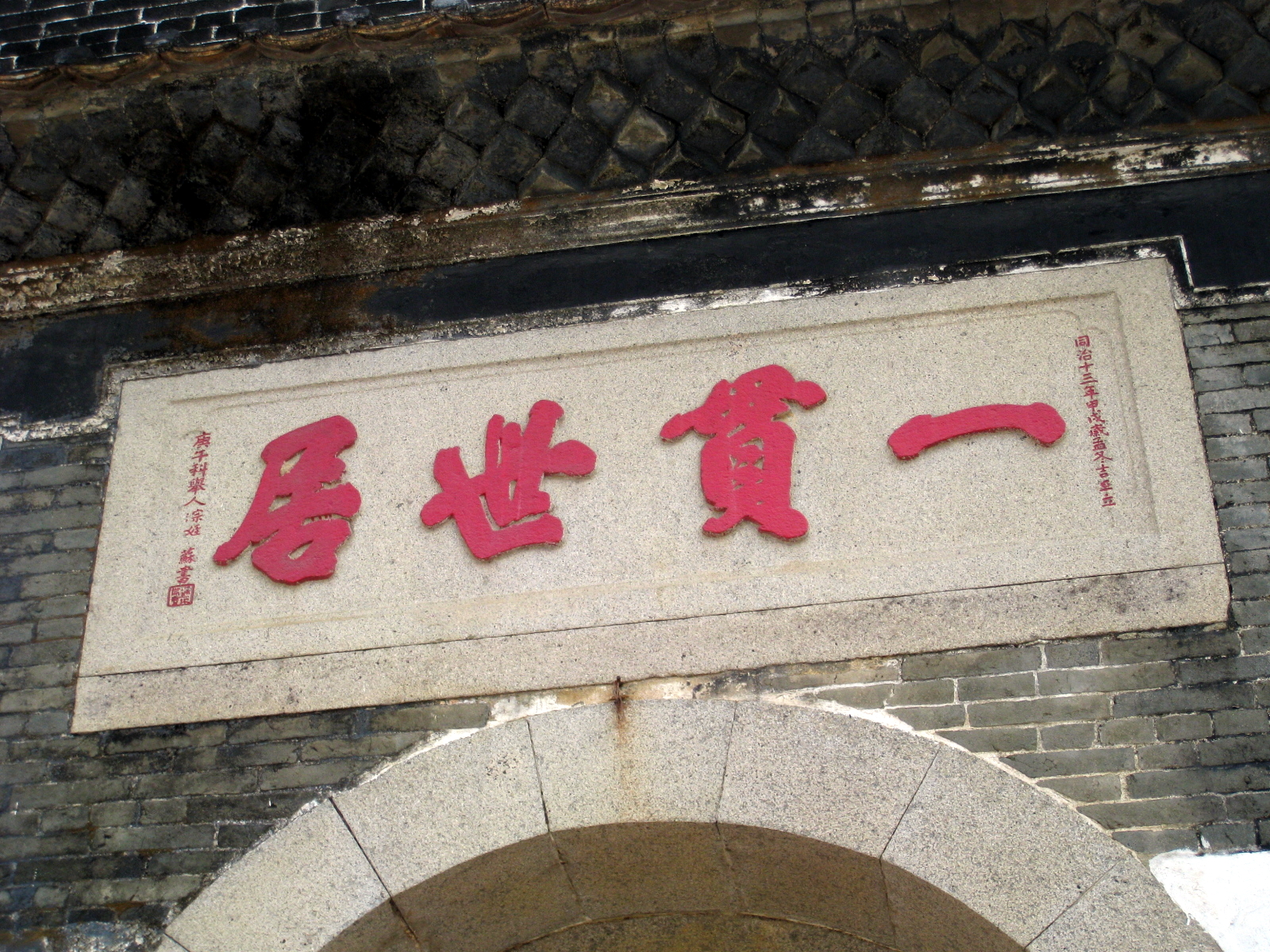
「一貫世居」石匾
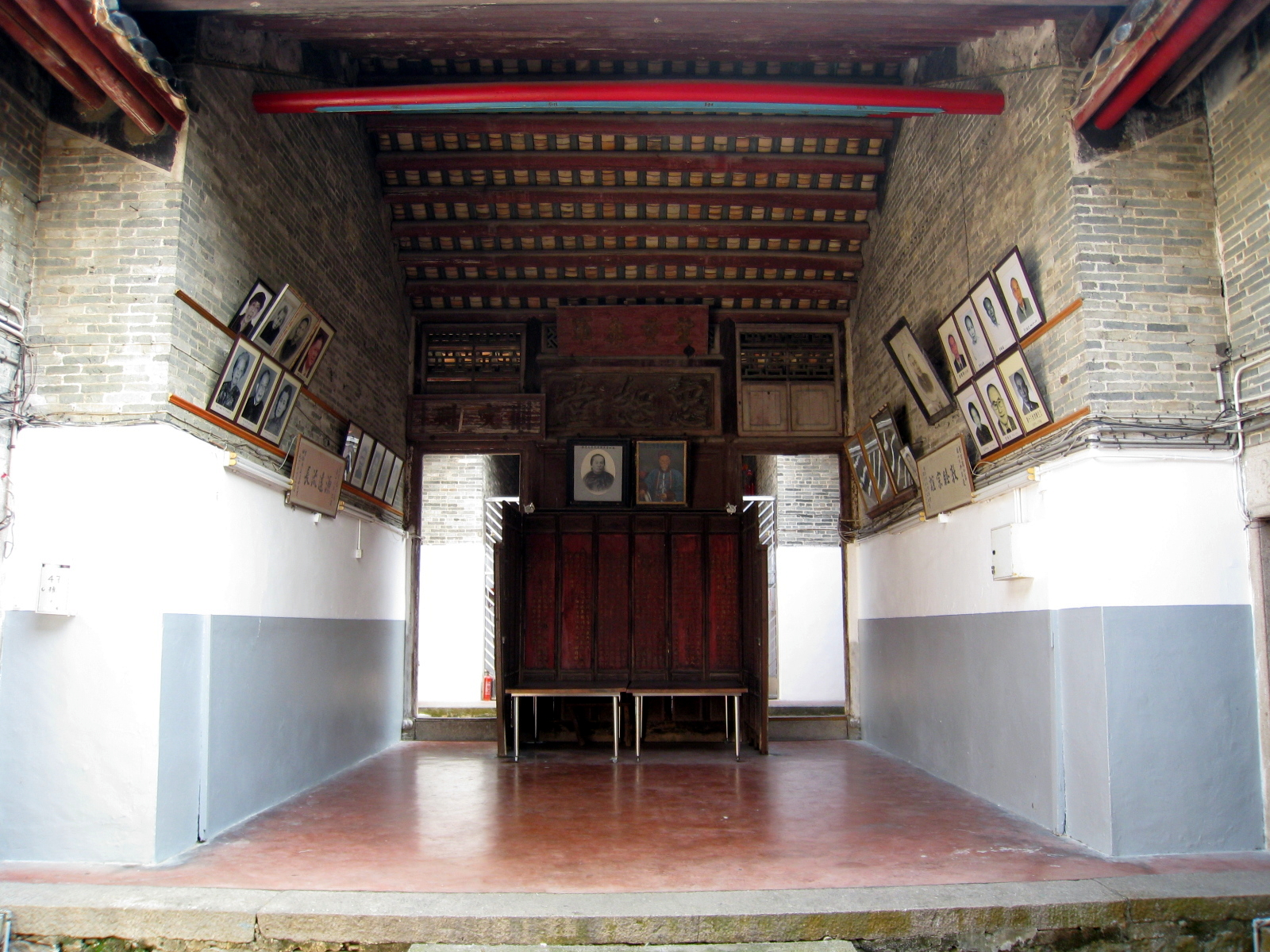
中廳
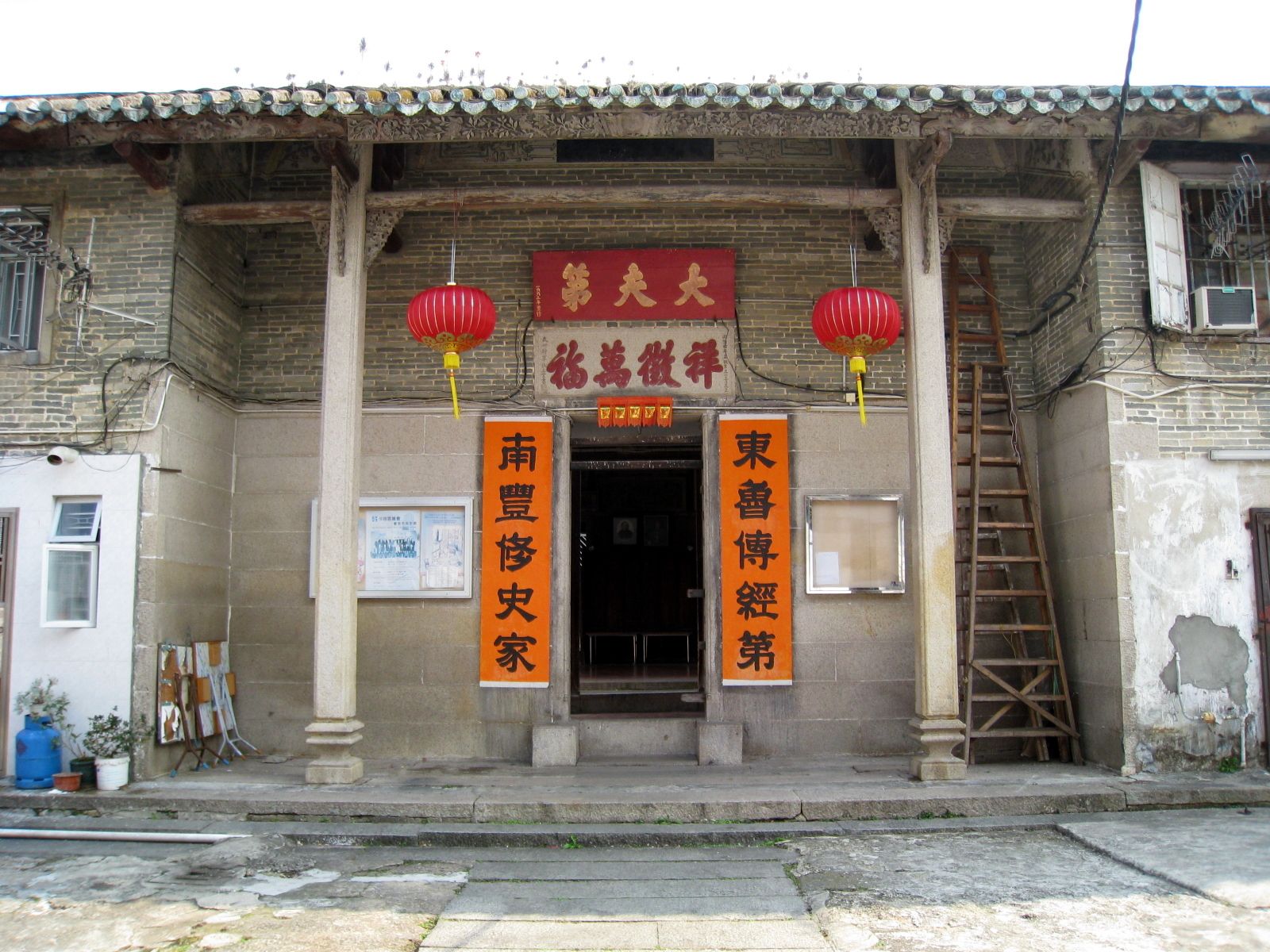
「大夫第」廳門
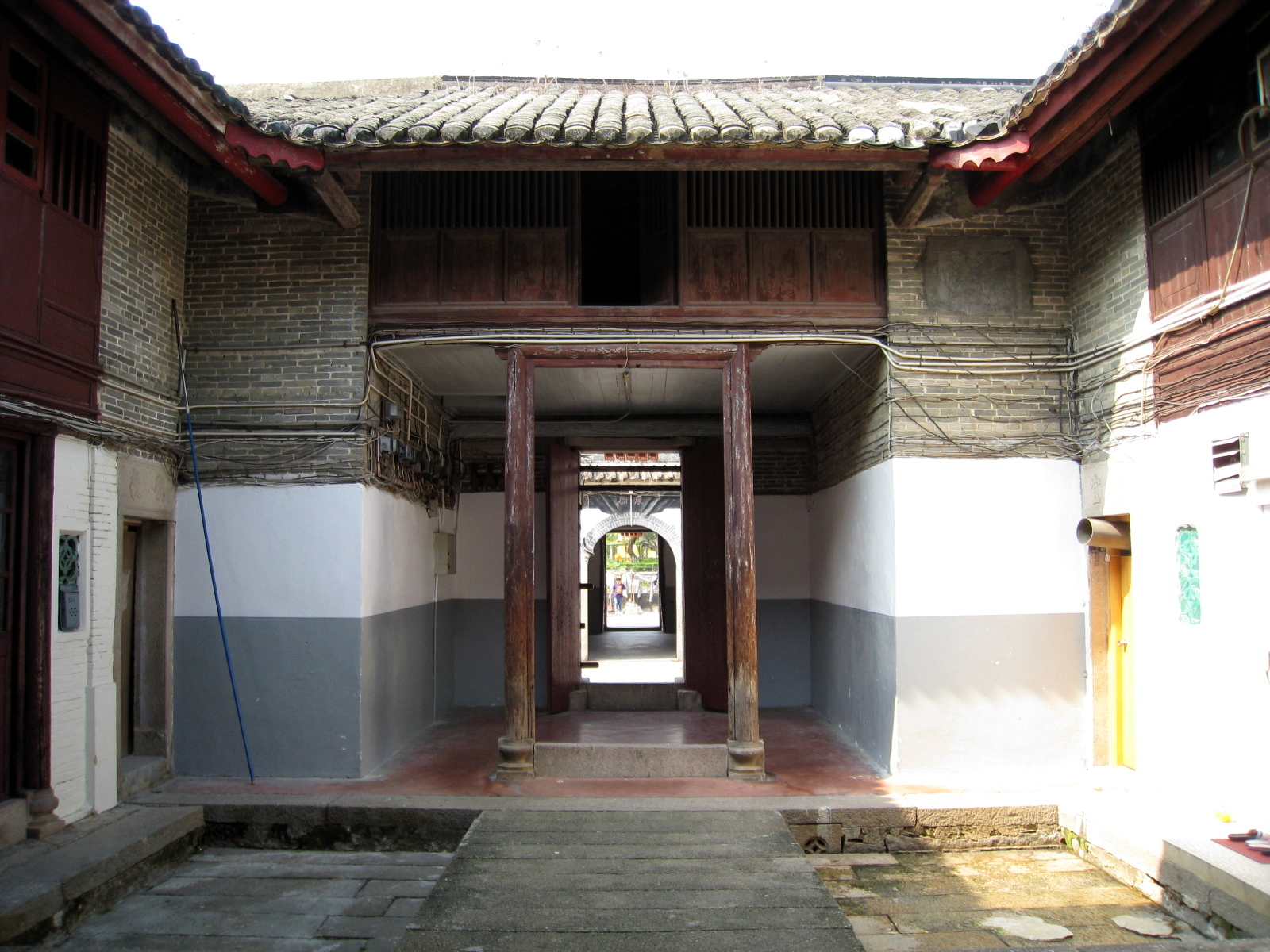
上廳天井
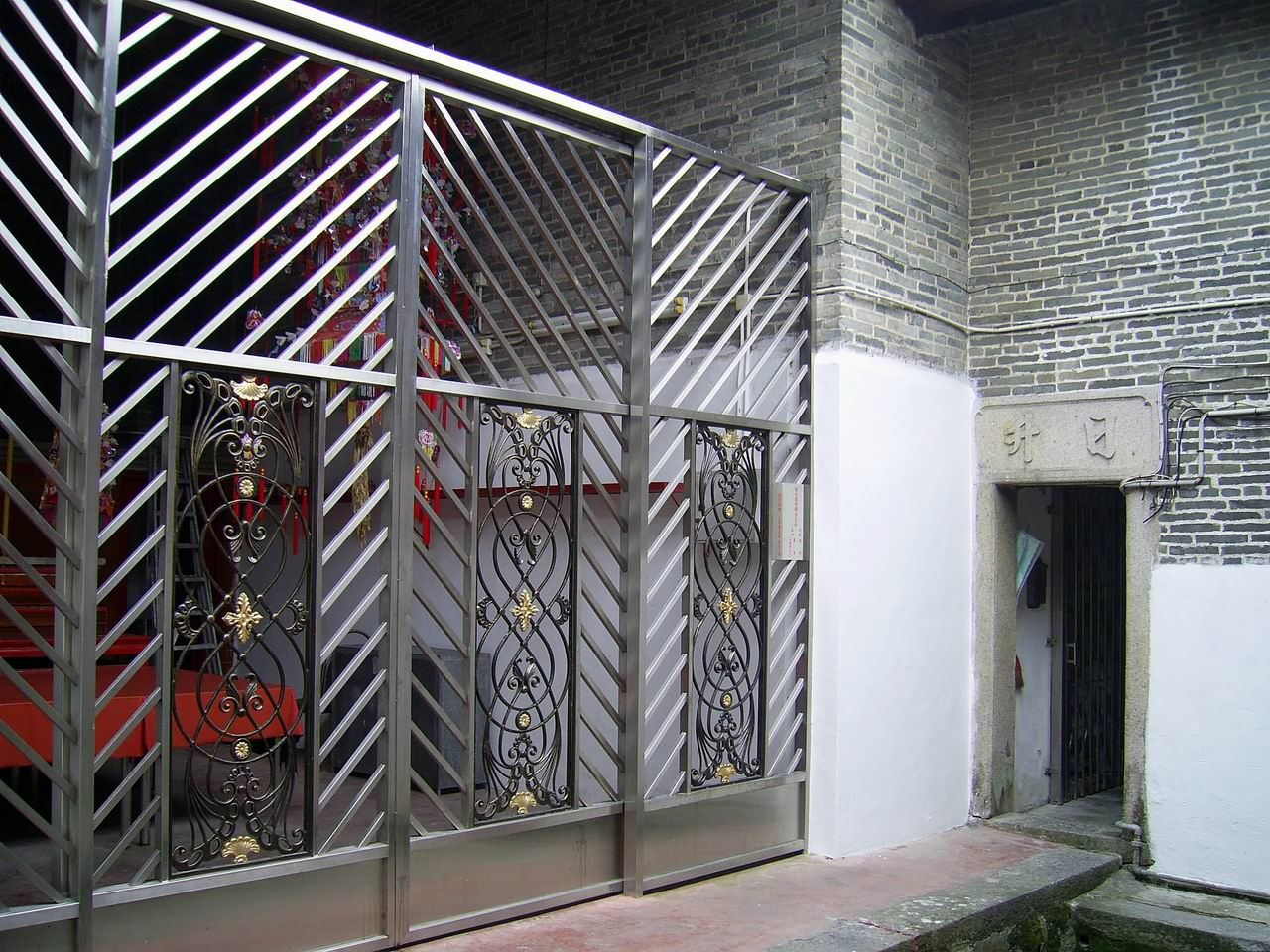
上廳
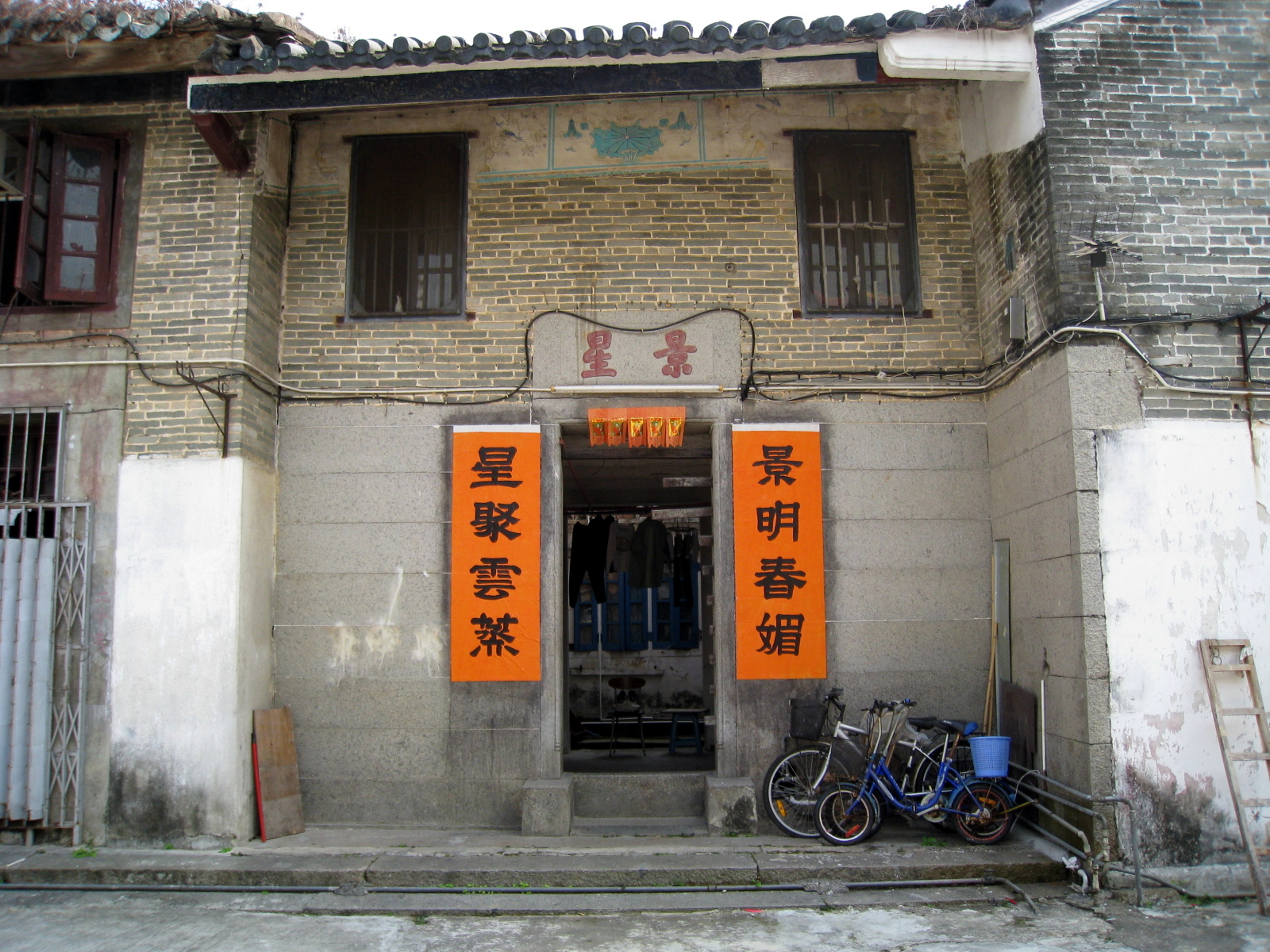
「景星」廳門
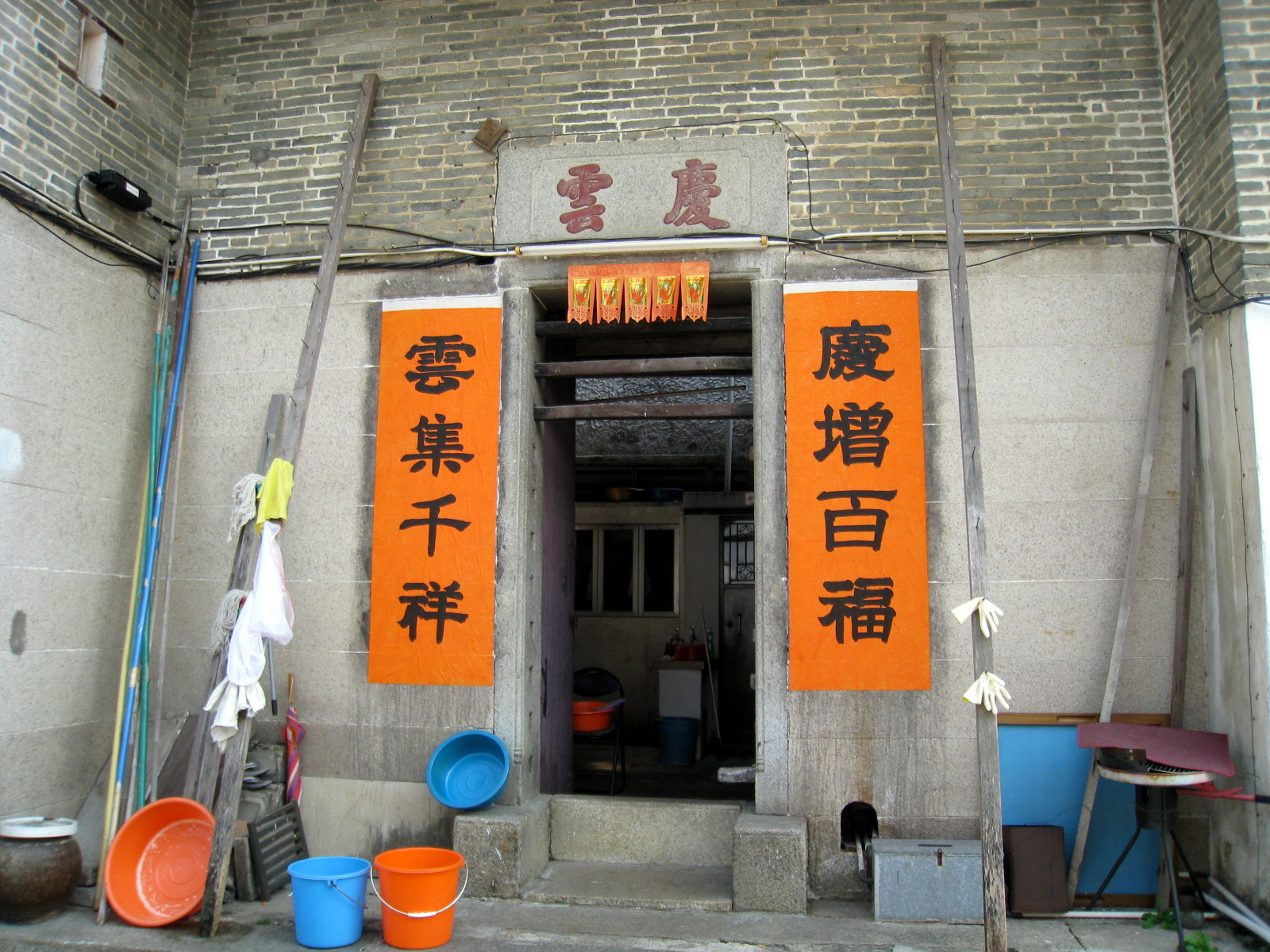
「慶雲」廳門
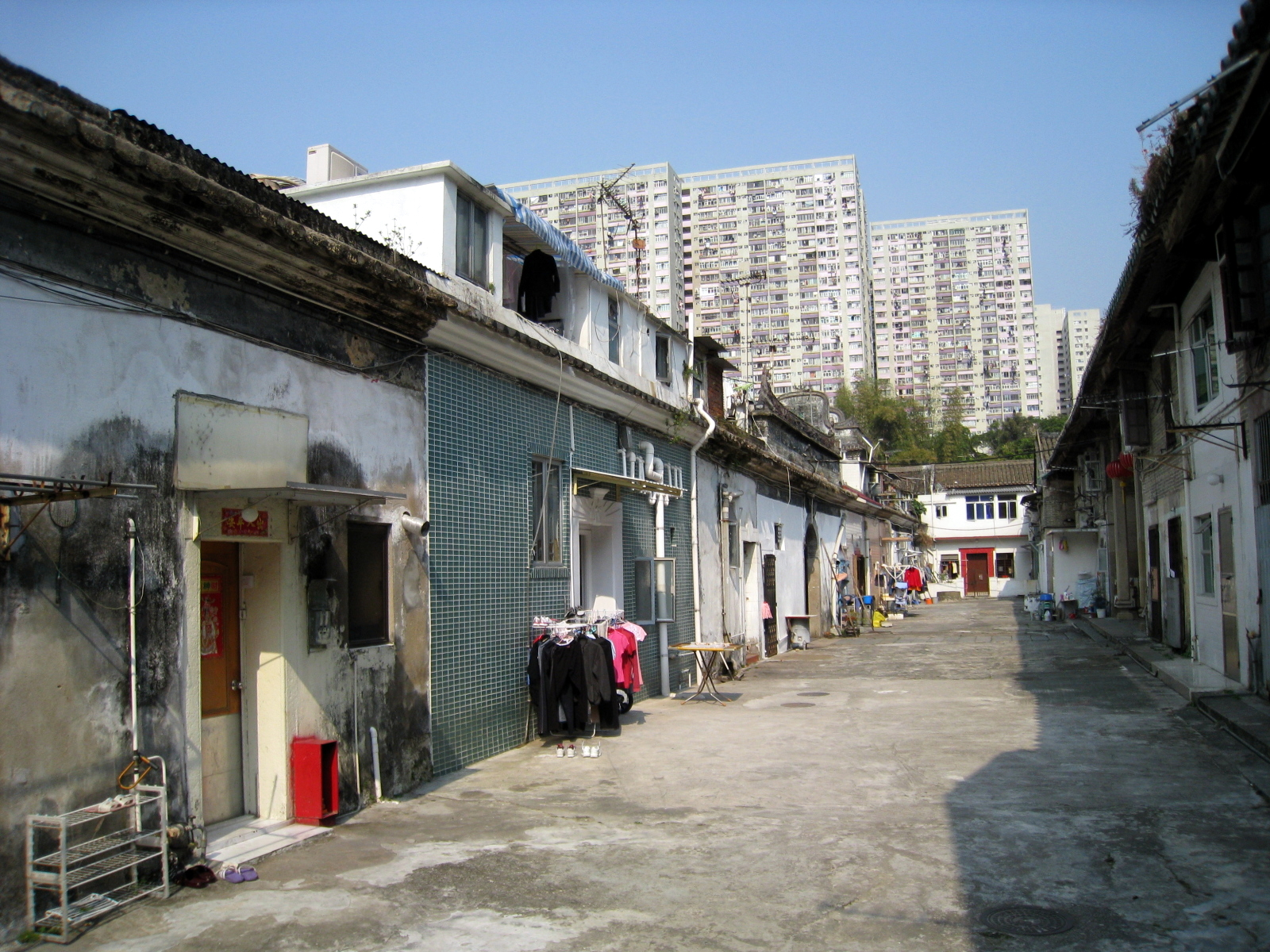
曾大屋外觀（一）
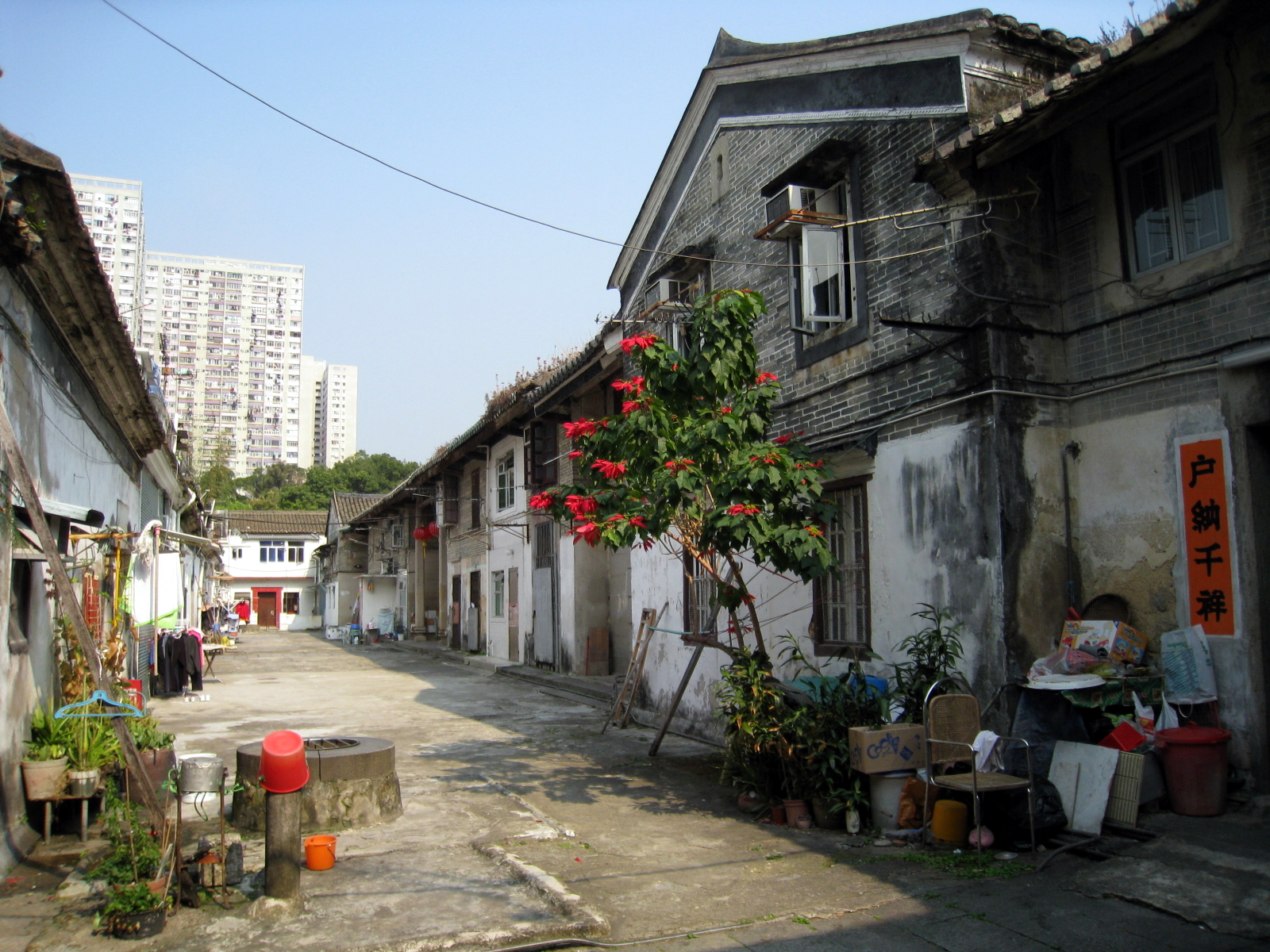
曾大屋外觀（二）
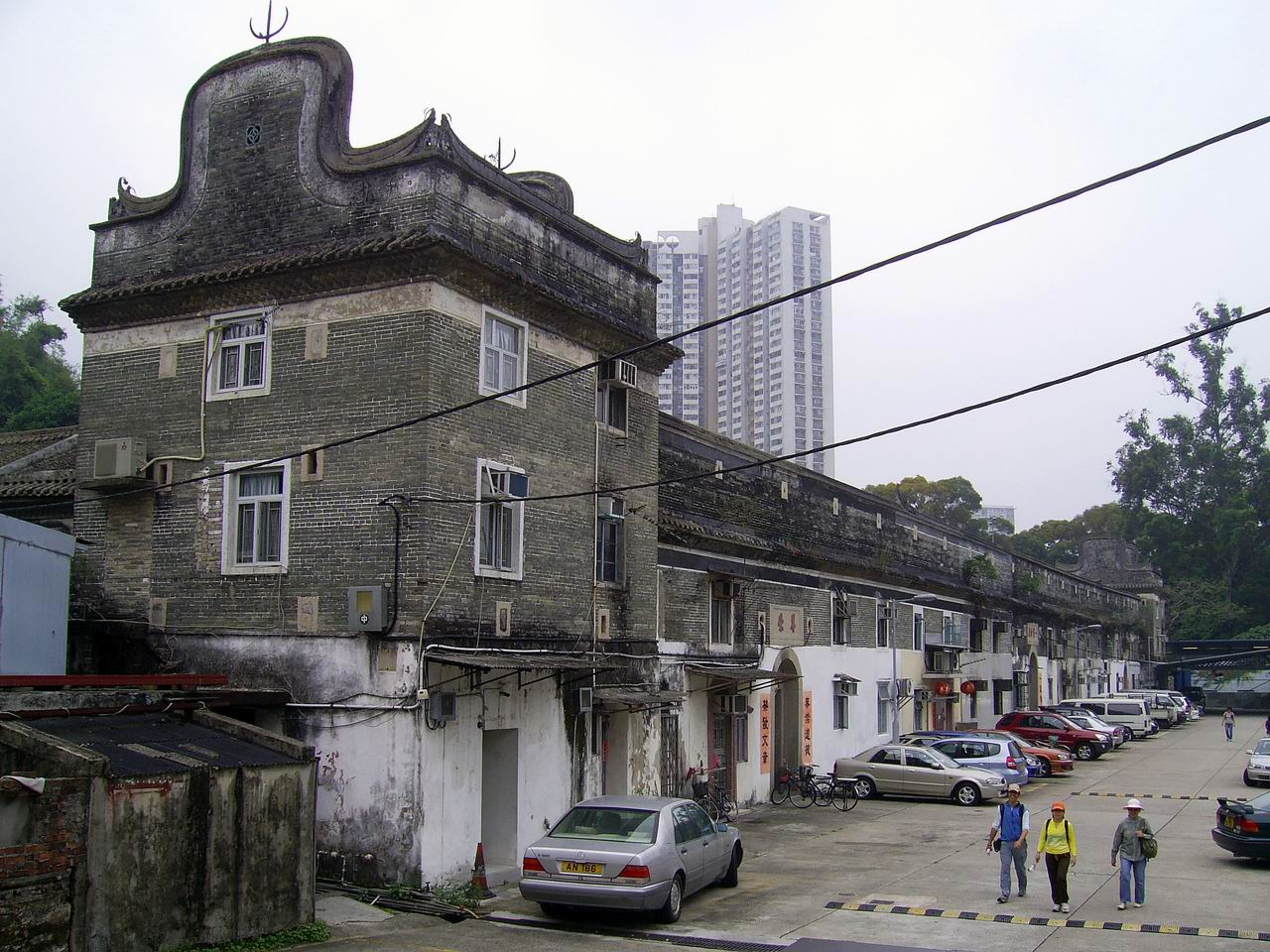
三層角樓碉堡
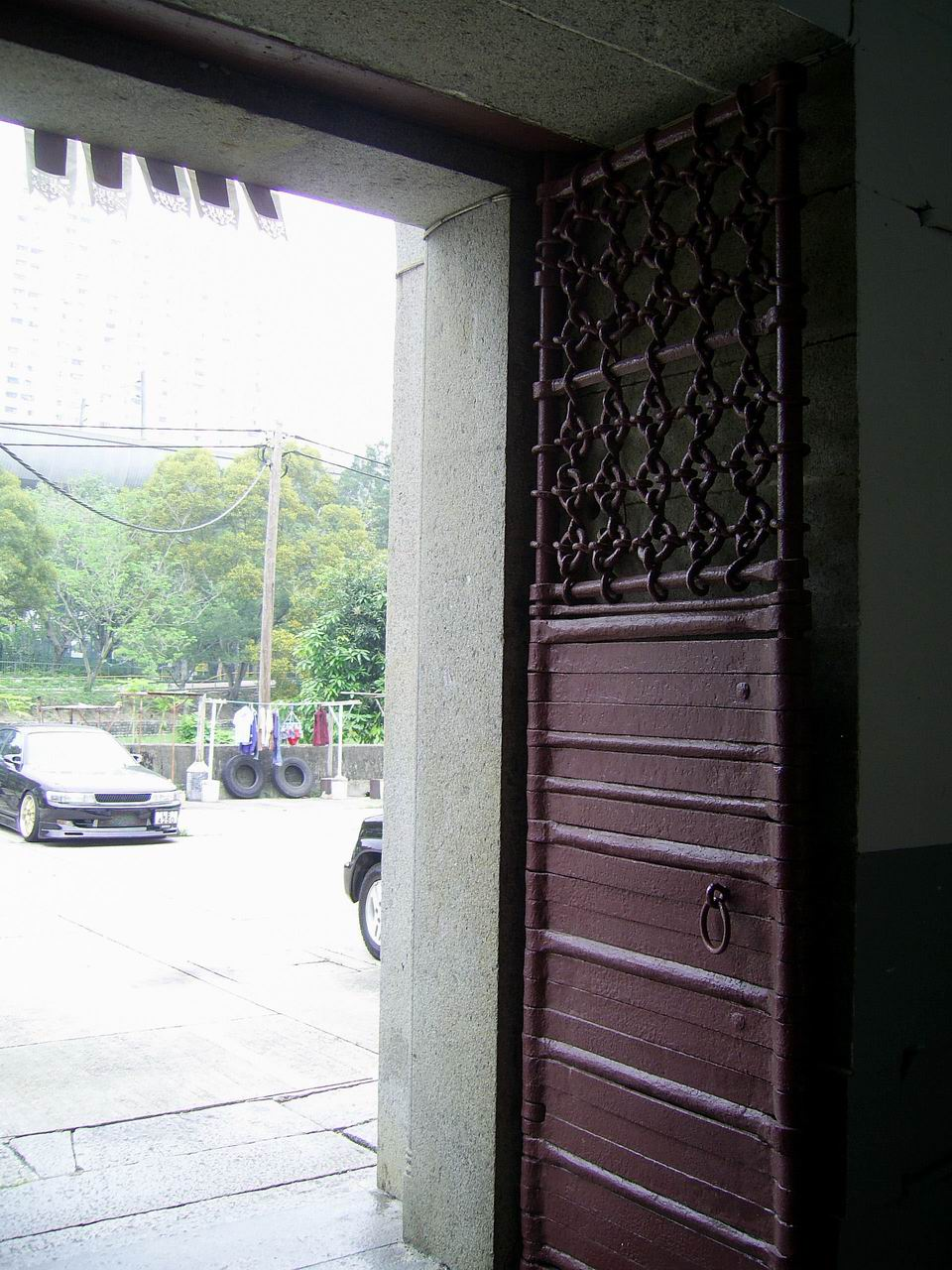
紅鐵閘
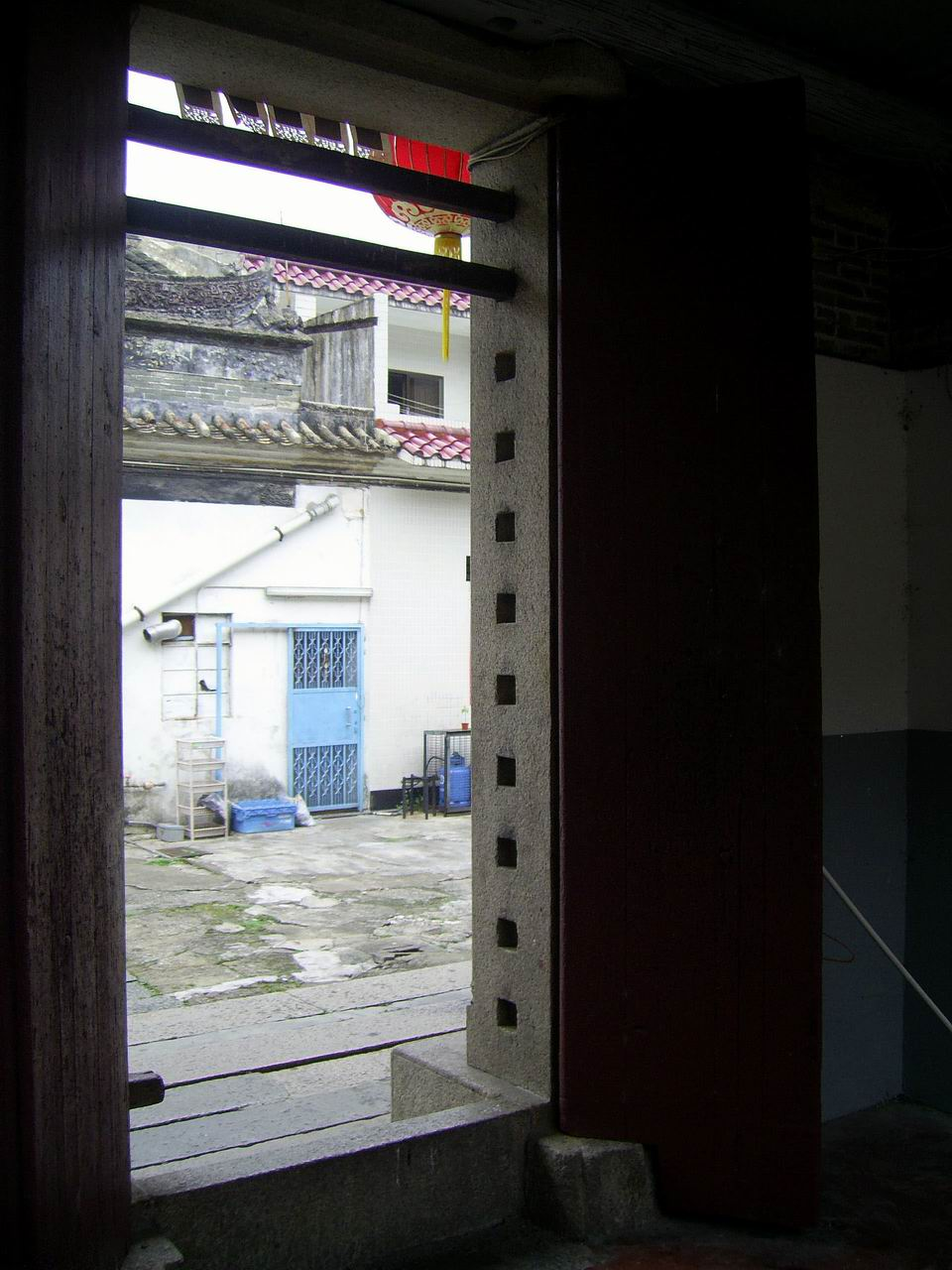
木門閂
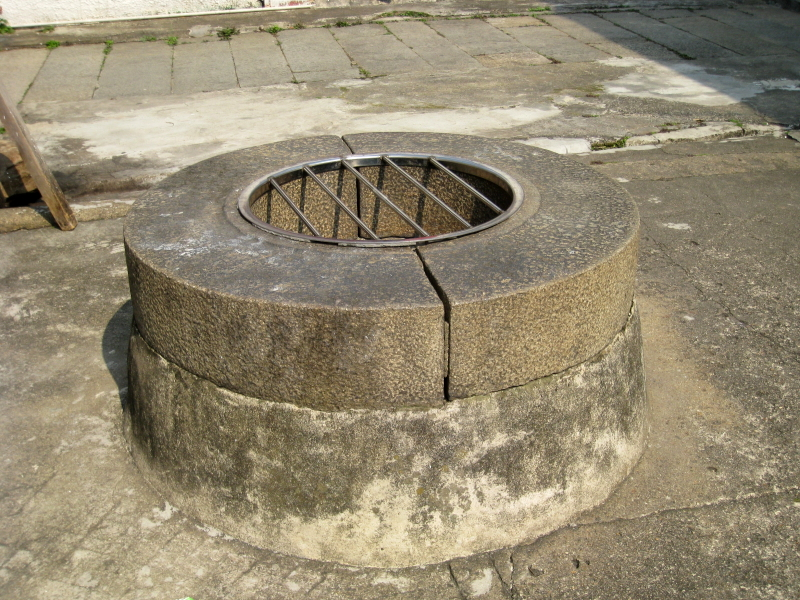
水井

## 交通
另外，1967年《香港集體運輸研究》地下鐵路早期規劃中，「沙田綫」會在此村落一帶設立車站，並以此村落命名「山下圍站」。但是「沙田綫」相關路段在1970年的《集體運輸計劃總報告書》中取消。

## 外部連結
22°22′26″N 114°11′26″E / 22.37376°N 114.19062°E